# مایمو

درک بهتر سایسو، سایمو، مایسو و مایمو

مایمو (به انگلیسی: MIMO)، که عبارت اختصاری چندین ورودی - چندین خروجی (Multiple Input - Multiple Output) است، یک فناوری انتشار امواج در سیستم‌های مخابراتی بی‌سیم است، بدین صورت که از چند آنتن در فرستنده و گیرنده استفاده می‌شود. سیگنال‌های دریافت‌شده آنتن‌ها در گیرنده با هم ترکیب می‌شوند تا خطا به حداقل رسیده و سرعت انتقال اطلاعات افزایش پیدا کند.
فناوری مایمو، با افزودن چشمگیر سرعت انتقال داده‌ها (data throughput) و برد لینک مخابراتی، آن هم بدون نیاز به پهنای باند یا توان ارسالی اضافی، جایگاه ویژه‌ای در مخابرات بی‌سیم یافته‌است. دستیابی مایمو به این امر، بوسیلهٔ بازدهی طیفی (spectral efficiency) بالاتر (تعداد بیت‌های بیشتر در هر ثانیه در هر هرتز از پهنای باند) و قابلیت اطمینان ارتباط است. به سبب این ویژگی‌ها، مایمو بخش مهمی از استانداردهای مخابرات بی‌سیم گشته است. به عنوان مثال استانداردهایی مانند IEEE 802.11n (وای فای Wifi) و ۴G و ۳GPP Long Term Evolution و وای‌مکس و HSPA+ از این فناوری بهره می‌برند. همچنین، فناوری مایمو شروع به سازگاری با سیستم‌های ارتباطی غیر بی‌سیم، نموده‌است. برای نمونه، استاندارد ITU-T G.۹۹۶۳، استانداردی نو، برای شبکهٔ خانگی است که یک سیستم ارتباطی خط قدرت را تعریف می‌کند که از فنون مایمو برای ارسال چند سیگنال، روی سیم‌های جریان متناوب (فاز و نول و زمین) بهره می‌برد.

## پیشینهٔ مایمو

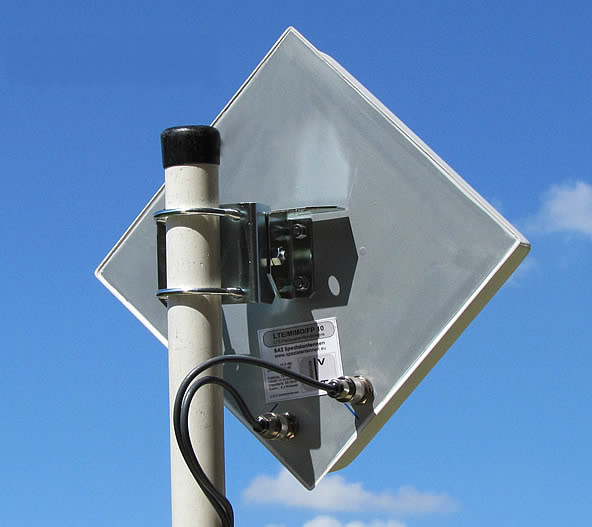
دستگاه مجهز به مایمو

### فناوری‌های بنیادی پیشین
اندیشه‌های نخستین در این زمینه به تلاش‌های A.R. Kaye و D.A. George در سال ۱۹۷۰ و W. van Etten در سال‌های ۱۹۷۵ و ۱۹۷۶ میلادی بر می‌گردد. Jack Winters و Jack Salz در سال‌های ۱۹۸۴ و ۱۹۸۶ و در آزمایشگاه‌های Bell چندین مقاله پیرامون کاربردهای شکل‌دهی پرتو به چاپ رساندند.

### بنیان
در سال ۱۹۹۳ A. Paulraj و تامس کیلات مفهوم مالتی‌پلکس فضایی spatial multiplexing (به اختصار اس ام SM) را با بهره‌گیری از مایمو پیشنهاد دادند. شماره ثبت اختراع آنها، ۵٬۳۴۵٬۵۹۹ با موضوع مالتی‌پلکس فضایی، در سال ۱۹۹۴ صادر شده است و بر پخش بی‌سیم تکیه دارد. در سال ۱۹۹۶، G. Raleigh و G.J. Foschini با ارائهٔ شیوه‌های نوین و کارآمد خود، پیکره‌ای را پیشنهاد کردند که شامل مجموعه‌ای از چند آنتن در فرستنده بود تا توسط آن گذردهی داده‌ها به‌طور کارآمدی، افزایش یابد. مجموعهٔ آزمایشگاهی بل در سال ۱۹۹۸، نخستین جایی بود که نمونهٔ آزمایشگاهی مالتی پلکس فضایی را به نمایش گذاشت و نشان داد که مالتی‌پلکس فضایی، یک فناوری بنیادی، برای بهبود کارکرد سیستم‌های مخابراتی مایمو است.

### استانداردهای بی‌سیم
از جنبهٔ تجاری، در سال ۲۰۰۱، شرکت Iospan Wireless نخستین سیستم تجاری ای را پدید آورد که از مایمو به همراه فناوری تقسیم فرکانس متعامد با دسترسی چندگانه (OFDMA) بهره می‌گرفت (MIMO-OFDMA). فناوری Iospan، هم از دایورسیتی کدگذاری (diversity coding) و هم از مالتی‌پلکس فضایی، پشتیبانی می‌کند. در سال ۲۰۰۵، شرکت Airgo Networks به پیاده‌سازی IEEE 802.11n پرداخت. به دنبال آن در سال ۲۰۰۶، چندین شرکت (از جمله Intel، برودکام و Marvell) بر پایهٔ یک پیش‌نویس برای استاندارد وای فای ۸۰۲٫۱۱n، یک راه حل مایمو-OFDM عرضه نمودند. همچنین در سال ۲۰۰۶، شرکت‌های گوناگونی (Beceem Communications, Samsung, Runcom Technologies, etc)، به گسترش راه‌حل‌هایی بر پایهٔ مایمو-OFDMA برای استاندارد IEEE 802.16e، پرداختند که یک استاندارد پهن‌باند وای‌مکس برای تلفن‌های همراه است. همهٔ سیستم‌های ۴G آینده نیز، مایمو را به خدمت خواهند گرفت. چندین گروه پژوهشی نمونه‌های اولیه‌ای با بیش از ۱ گیگا بیت بر ثانیه به نمایش گذارده‌اند.

## کارکردهای مایمو
کارکردهای مایمو را می‌توان به سه گروه، تقسیم کرد، پیش‌کدگذاری (precoding)، مالتی‌پلکس فضایی (spatial multiplexing)، و دایورسیتی کدگذاری (diversity coding).
پیش‌کدگذاری (Precoding): می‌توان آن را beamforming چند جریانه، معرفی کرد. در بیم فورمینگ (تک لایه)، سیگنالی یکسان، از سوی تک تک آنتن‌ها فرستاده می‌شود که این سیگنال، دارای فاز (و گاهی بهره) مناسب است و به گونه‌ای وزن دهی (weighting) می‌شود که توان سیگنال در ورودی گیرنده، بیشینه باشد. از مزایای استفاده از بیم فورمینگ، افزایش بهرهٔ سیگنال دریافتی، با مجموع گرفتن از سیگنال‌های آنتن‌های گوناگون، و کاهش اثر محو شدگی چند مسیره (multipath fading)، است. بیم فورمینگ، در نبود پخش شدگی (scattering)، الگوی جهتی بسیار خوبی است، اما در حالت کلی، ستون‌های (beams) قرار دادی سلولی، تقارن و همسانی خوبی ندارند. هنگامی که گیرنده دارای چندین آنتن است، بیم فورمینگ ارسالی، نمی‌تواند هم‌زمان، سطح سیگنال را در همهٔ آنتن‌های گیرنده، بیشینه کند و برای همین، پیش‌کدگذاری با جریان چند گانه، به کار برده می‌شود. توجه داشته باشید که پیش کد گذاری، نیازمند آگاهی از اطلاعات حالت کانال (channel state information) یا به اختصار (CSI)، در فرستنده است.
مالتی پلکس فاصله‌ای (Spatial multiplexing) نیازمند پیکره بندی مایمو است. در مالتی پلکس فاصله ای، یک سیگنال با نرخ بالا، به جریان‌های موجی دارای نرخ کوچک‌تر، تقسیم می‌شود و هر کدام از آن جریان‌ها، از سوی آنتن متفاوتی و درون کانال فرکانسی مشترک، فرستاده می‌شود. اگر این سیگنال‌ها، با تأثیر به اندازهٔ کافی متفاوت، به گیرنده برسند، گیرنده می‌تواند این جریان‌های موجی را، (تقریباً) به صورت کانال‌های موازی جدا، در نظر بگیرد. مالتی پلکس فاصله ای، فنی بسیار کارآمد، در افزودن گنجایش کانال، برای نسبت‌های بزرگ سیگنال به نویز (SNR) است. بیشینه شمار جریان‌های موجی فاصله ای، بوسیلهٔ کمینه شمار آنتن‌ها در فرستنده یا گیرنده، محدود می‌شود. می‌توان مالتی پلکس فاصله‌ای را، بدون آگاهی از چگونگی کانال انتقال، به کار گرفت. همچنین، می‌توان مالتی پلکس فاصله‌ای را، برای ارسال هم‌زمان، به گیرنده‌های گوناگون، به کار گرفت که نام این کار، تقسیم فضا با دسترسی چند گانه (space-division multiple access) است. به کمک برنامه‌ریزی گیرنده‌ها، با اثرهای مکانی متفاوت، می‌توان از تفکیک خوب جریان‌ها، خاطر جمع بود.
کد گذای گونه گون (Diversity Coding) این شیوه را هنگامی به کار می‌گیریم، که آگاهی از کانال (channel knowledge) در فرستنده، وجود ندارد. در شیوه‌های گونه گون (diversity)، یک جریان موجی یکه (بر خلاف جریان‌های چند گانه، در مالتی پلکس فاصله ای)، فرستاده می‌شود، اما سیگنال، با بهره‌گیری از شیوه‌هایی، کد می‌شود، که به آن کدگذاری مکان-زمان (space-time coding)، می‌گویند. در این شیوه، سیگنال از سوی هر آنتن فرستنده، با کدگذاری کاملاً یا تقریباً متعامد، گسیل می‌شود. کدگذاری گونه گون، از محوشدگی (fading) نابسته (مستقل) ای که در پیوندهای (links) آنتن‌های چند گانه وجود دارد، برای افزایش گوناگونی سیگنال، بهره‌برداری می‌کند. از آنجا که هیچ آگاهی از چگونگی کانال وجود ندارد، هیچ بیم فورمینگ یا بهرهٔ چیدمان (array gain)، از سوی کدگذاری گونه گون، در کار نیست.
همچنین، هنگامی که آگاهی از چگونگی کانال، در فرستنده، وجود دارد، مالتی پلکس فاصله‌ای می‌تواند با پیش‌کدگذاری ترکیب شود، یا هنگامی که از کیفیت کد گشایی، مطمئن نیستیم، می‌تواند با کدگذاری گونه گون ترکیب شود.

## گونه‌های مایمو

### گونه‌های آنتن آرایه‌ای
تا کنون [فوریهٔ ۲۰۱۱]، فناوری مایموی چند آنتنه (یا مایموی تک کاربره)، توسعهٔ زیادی یافته‌است و در قالب برخی استانداردها، مانند محصولات ۸۰۲٫۱۱n، پیاده‌سازی شده‌است.
- تک ورودی و تک خروجی (SISO)/تک ورودی و چند خروجی (SIMO)/چند ورودی و تک خروجی (MISO)، زیر گروه‌هایی از مایمو هستند.
  - چند ورودی و تک خروجی (MISO) این حالت هنگامی است که گیرنده، تنها یک آنتن داشته باشد.
  - تک ورودی و چند خروجی (SIMO) این حالت هنگامی است که فرستنده، تنها یک آنتن داشته باشد.
  - تک ورودی و تک خروجی (SISO) یک سیستم رادیویی است که در آن، نه فرستنده و نه گیرنده، هیچ‌کدام چند آنتنه، نیستند.
- شیوه‌های پایه‌ای تک کاربره برای مایمو
  - مکان-زمان لایه‌ای آزمایشگاه‌های بل (BLASTبلست)، Gerard. J. Foschini (سال ۱۹۹۶)
  - کنترل نرخ به ازای هر آنتن (PARC)، کار Varanasi و Guess (سال ۱۹۹۸) و Chung و Huang و Lozano (سال ۲۰۰۱)
  - کنترل نرخ انتخابی به ازای هر آنتن (SPARC)، کار Ericsson (سال ۲۰۰۴)
- برخی محدودیت‌ها
  - فضای فیزیکی آنتن‌ها، بزرگ انتخاب می‌شود.

طول موج‌های چند گانه، در ایستگاه اصلی. برای گوشی‌ها (hand sets) در مورد جدایی آنتن‌ها در گیرنده، واقعاً محدودیت وجود دارد، گرچه طراحی پیشرفته برای آنتن‌ها و الگوریتم‌ها، در جریان است. رجوع کنید به:مایموی پیشرفته

### گونه‌های چند کاربره
به تازگی، پژوهش‌ها پیرامون فناوری مایموی چند کاربره، در حال ظهور بوده‌است. در حالیکه مایموی تمام کاربره (full multi-user MIMO)، (یا مایموی شبکه)، می‌تواند پتانسیل بیشتری داشته باشد، اما پژوهش‌ها بر روی فناوری مایموی نیمه کاربره (partial multi-user MIMO) (یا مایموی چند کاربره و چند آنتنه)، به سبب کاربرد آن، بیشتر بوده‌است.
- مایموی چند کاربره (MU-MIMO) یکی از فناوری‌هایی است که نامزد به کارگیری در استانداردهای اخیر ۳GPP و WiMAX بوده‌است و به سبب ویژگی‌هایش، از سوی شرکت‌های بسیاری، چون Samsung و Intel و Qualcomm و Ericsson و TI و Huawei و Philips و Alcatel-Lucent و Freescale و برخی دیگر، پذیرفته شده است، چرا که پیاده‌سازی مایموی چند کاربره، برای تلفن‌های همراهی که دارای پیچیدگی و شمار آنتن‌های دریافتی کم هستند، امکان‌پذیر تر از مایموی تک کاربره، با قابلیت گذر دهی سیستمی بالا است.